# The New Danger
The New Danger è il secondo album solista del rapper Mos Def, a lungo atteso dopo il successo del precedente Black on Both Sides, e pubblicato il 19 ottobre 2004.
L'album contiene non solo brani di ispirazione hip hop ma anche rock, blues e soul. La traccia 5, "The Rape Over" è stata rimossa dalla seconda ristampa dell'album per via di alcuni commenti come "some tall Israeli is runnin' this rap shit", in riferimento a Lyor Cohen, precedente capo della Def Jam. Il brano è anche ispirato dal pezzo di Jay-Z "The Takeover", entrambe prodotte da Kanye West.
Il 30 agosto 2017 è certificato disco d'oro dalla RIAA.

## Tracce
1. "The Boogie Man Song"  – 2:23
2. "Freaky Black Greetings"  – 2:20
3. "Ghetto Rock"  – 3:53
4. "Zimzallabim"  – 3:41
5. "The Rape Over"  – 1:34
6. "Blue Black Jack" featuring Shuggie Otis  – 5:47
7. "Bedstuy Parade & Funeral March" featuring Paul Oscher  – 4:32
8. "Sex, Love & Money"  – 4:10
9. "Sunshine"  – 4:25
10. "Close Edge"  – 3:10
11. "The Panties"  – 4:11
12. "War"  – 3:07
13. "Grown Man Business" (Fresh Vintage Bottles) featuring Minnesota  – 3:24
14. "Modern Marvel"  – 9:19
15. "Life Is Real"  – 3:11
16. "The Easy Spell"  – 5:32
17. "The Beggar"  – 5:19
18. "Champion Requiem"  – 4:53

## Singoli
- 2004, 28 settembre: "Sex, Love & Money" (B-side: "Ghetto Rock")

## Collaboratori
- Black Jack Johnson - House Band
- Mos Def - producer, vocals, piano, drums
- Raphael Saadiq - producer, guitar, bass
- Bernie Worrell -
- Minnesota - producer
- Easy Mo Bee - producer
- Kanye West
- Shuggie Otis - guitar
- L Mitchellon (?) - piano, organ
- Warryn Campbell - producer
- Psycho Les - producer
- 88-Keys - producer